# منظومة صقر كركوك الأمنية
منظومة صقر كركوك الأمنية هي مشروع شبيه بمنظومة صقر بغداد الأمنية لتسجيل المركبات في محافظة كركوك في العراق. ويشمل السائقين كافة بضمنهم النازحين والمهجرين داخل محافظة كركوك.
أعلنت عنه مديرية مرور كركوك أواخر 2015 حيث يتم إصدار هويات إلكترونية موحدة للمركبات ووضع ملصق على الزجاج الأمامي للمركبة يحتوي على رقم متسلسل ورمز شريطي خاص بهدف مراقبة حركة المركبات.
علما أن المشروع بالتعاون مع مجلس المحافظة، وأن الهدف منه الحد من الحوادث وسرقة المركبات في كركوك.
المشروع ملغى حاله من حاله منظومة صقر بغداد الأمنية والتي اتهمت فيها جهات سياسية بأنها صفقة فساد.